# بریاستووو (استان دوبریچ)
بریاستووو (به بلغاری: Bryastovo) یک منطقهٔ مسکونی در بلغارستان است که در شهرستان بالچیک واقع شده‌است.